# Apodacra sulcata
Apodacra sulcata är en tvåvingeart som beskrevs av Villeneuve 1933. Apodacra sulcata ingår i släktet Apodacra och familjen köttflugor.
Artens utbredningsområde är Egypten. Inga underarter finns listade i Catalogue of Life.